# Laura Boschulte
Laura Boschulte (* 27. Februar 1896 in Elberfeld; † 31. Juli 1980) war eine deutsche Politikerin (SPD). Sie war von Ende 1953 bis 1954 Mitglied des Landtags von Nordrhein-Westfalen.

## Leben
Laura Boschulte absolvierte von 1910 bis 1915 ein Lehrerinnenseminar und arbeitete danach bis 1945 als Volksschullehrerin in Wuppertal-Barmen. Daneben arbeitete sie bei der Freien Presse in Bielefeld mit. Von 1931 bis 1933 war sie Mitglied der Arbeiter- und Bauernpartei (Vitus-Keller-Bewegung).

## Politik
1945 trat Boschulte in die SPD ein und wurde im selben Jahr Stadtverordnete in Versmold. Landtagsabgeordnete wurde Boschulte am 24. November 1953, als Nachrückerin für einen ausscheidenden Abgeordneten. Sie war Mitglied des nordrhein-westfälischen Landtags bis zum Ende der zweiten Wahlperiode am 4. Juli 1954.